# Rhynchodina molybdota
Rhynchodina molybdota là một loài bướm đêm trong họ Noctuidae.